# Hypsognathus
Hypsognathus ('hög käke') är ett utdött släkte av Anapsida Kräldjur från tidiga Triasperioden i New Jersey och Connecticut (Nordamerika).
Hypsognathus var ungefär lika stor som en modern ödla med en längd på cirka 33 cm, men den är dock inte släkt med dagens ödlor. På grund av ödlans breda tänder tror man att Hypsognathus var en växtätare.

## Beskrivning
Hygsognathus hade bentaggar som växte från sidorna av huvudet. Sannolikt användes de till försvar. Genom att svänga fram och tillbaka med huvudet tvingade den angriparna att hålla sig undan. Hypsognathus tros ha varit en växtätare och tuggade med trubbiga, pluggliknande tänder innerst i munnen. Den lilla, satta Hypsognathus kunde förmodligen bara röra sig långsamt.